# DT50
Der DT50-Wert ist ein quantitatives Maß für die Geschwindigkeit des Abbaus von Pflanzenschutzmitteln in der Umwelt. 
DT steht dabei für dissipation time (engl. to dissipate = auflösen, abtragen) oder disappearance time (engl. to disappear = verschwinden, verlorengehen), der Zahlenwert 50 steht für eine Reduktion der ursprünglich vorhandenen Menge um 50 %. Bei einem Abbau erster Ordnung entspricht ein DT50-Wert der Halbwertszeit. Ein DT90-Wert kennzeichnet entsprechend eine Abnahme des Ausgangsmaterials um 90 %.

## Verbale Einstufung
Ausgehend vom DT50-Wert kann die Abbaubarkeit von Pflanzenschutzmitteln in der Umwelt auch verbal eingestuft werden:
| DT50-Wert  | verbale Einstufung   |
| ---------- | -------------------- |
| < 5 Tage   | sehr leicht abbaubar |
| 5–21 Tage  | leicht abbaubar      |
| 22–60 Tage | mäßig abbaubar       |
| > 60 Tage  | schwer abbaubar      |